# Liste des accidents ferroviaires en Belgique au XXIe siècle
Pour un article plus général, voir Liste des accidents ferroviaires en Belgique.
Cet article présente une liste des accidents ferroviaires en Belgique au XXIe siècle.

## Années 2000

### 2000
- 20 janvier 2000 : Stockem (Ligne 162), vers 4 h 30 du matin, un train de marchandises circulant sur la ligne 162 (sens nord – sud) dont le conducteur s'était manifestement assoupi a pris l'aiguillage d'entrée de la gare de triage de Stockem à une vitesse plus de deux fois supérieure à la vitesse limite de l'appareil de voie (40 km/h). Le déraillement a tué le conducteur sur le coup. Circonstance aggravante, le crocodile qui protégeait le signal d'entrée présentant la restriction de vitesse était défectueux. L'une des deux motrices (la 2305) a été radiée, alors que la présence de citernes de produits toxiques dans le convoi a fait craindre le pire, mais la pollution se limitera à la dissipation de 20 m3 de produits inflammables[1].
- 28 janvier 2000 : Herentals (Ligne 15), deux train InterRegio (l'un entre Anvers et Neerpelt composé d’automotrices classiques, et l'autre entre Turnhout et Bruxelles/Manage constitué d’une rame réversible de voitures M2 poussée par une locomotive diesel) sont entrés en collision à proximité de la gare. Parmi les quelque 300 passagers, 71 ont été blessés. L'accident est imputé à un non-respect de feu rouge[2].
- 9 mars 2000 : Mirwart, la locomotive série 20 et la première voiture de l’Eurocity « Vauban » déraillent à la suite du bris d’un essieu sur la locomotive. Fort heureusement, il n’y a aucun blessé[3].
- 10 avril 2000 : Beez, au cours d’un sondage sur la falaise surplombant la Meuse et la ligne 125, un bloc de rochers se détache et plusieurs d’entre deux se retrouvent sur la voie quelques secondes avant le passage d’un train provoquant le déraillement du bogie avant de l’automotrice Break 432. À nouveau, cet accident ne provoque aucun blessé[4].
- 21 avril 2000 : Aiseau-Presles (Ligne 130), des enfants « jouent » à mettre des obstacles sur les voies et parviennent à coincer un aiguillage. Un train déraille et emboutit un convoi de voyageurs venant en sens inverse. Le conducteur de l'automotrice décède, et plusieurs passagers sont gravement blessés[5].
- 14 août 2000 : Liège (Ligne 34), deux trains de voyageurs sont entrés en collision frontale dans le tunnel qui relie les gares de Liège-Guillemins et Liège-Palais. L'Intercity vers Liers était engagé sur la voie unique (pour cause de réaménagement du grill de sortie de la gare des Guillemins) lorsque l'omnibus venant d'Herstal s'y est engagé, négligeant un feu rouge assez peu visible dans ce tunnel en courbe. L'un des conducteurs a pu se réfugier à l'arrière de sa rame, mais l'autre est resté coincé dans son poste de conduite. On roule a faible vitesse dans ce tunnel, et les deux trains étaient peu fréquentés. Raison pour laquelle on ne compte qu'une vingtaine de blessés, malgré la violence du choc.

### 2001
- 11 janvier 2001 : Remicourt (LGV 2), collision entre deux trains de travaux lors de la construction de la ligne à grande vitesse entre Louvain et Ans (Liège). Un train de pose des traverses en béton encadré par des motrices en tête et en queue de rame a été violemment tamponné par un train de ballast. Le conducteur du train tamponneur a été tué sur le coup[6].
- 13 février 2001 : Florenville (ligne 165), alors qu'un pont était en cours de reconstruction dans le cadre des travaux d'électrification de l'Athus - Meuse, la dalle coiffant ce pont — fraîchement coulée — s'est écroulée sur la voie et les ouvriers qui y étaient occupés. On dénombre un mort et 4 blessés[7].

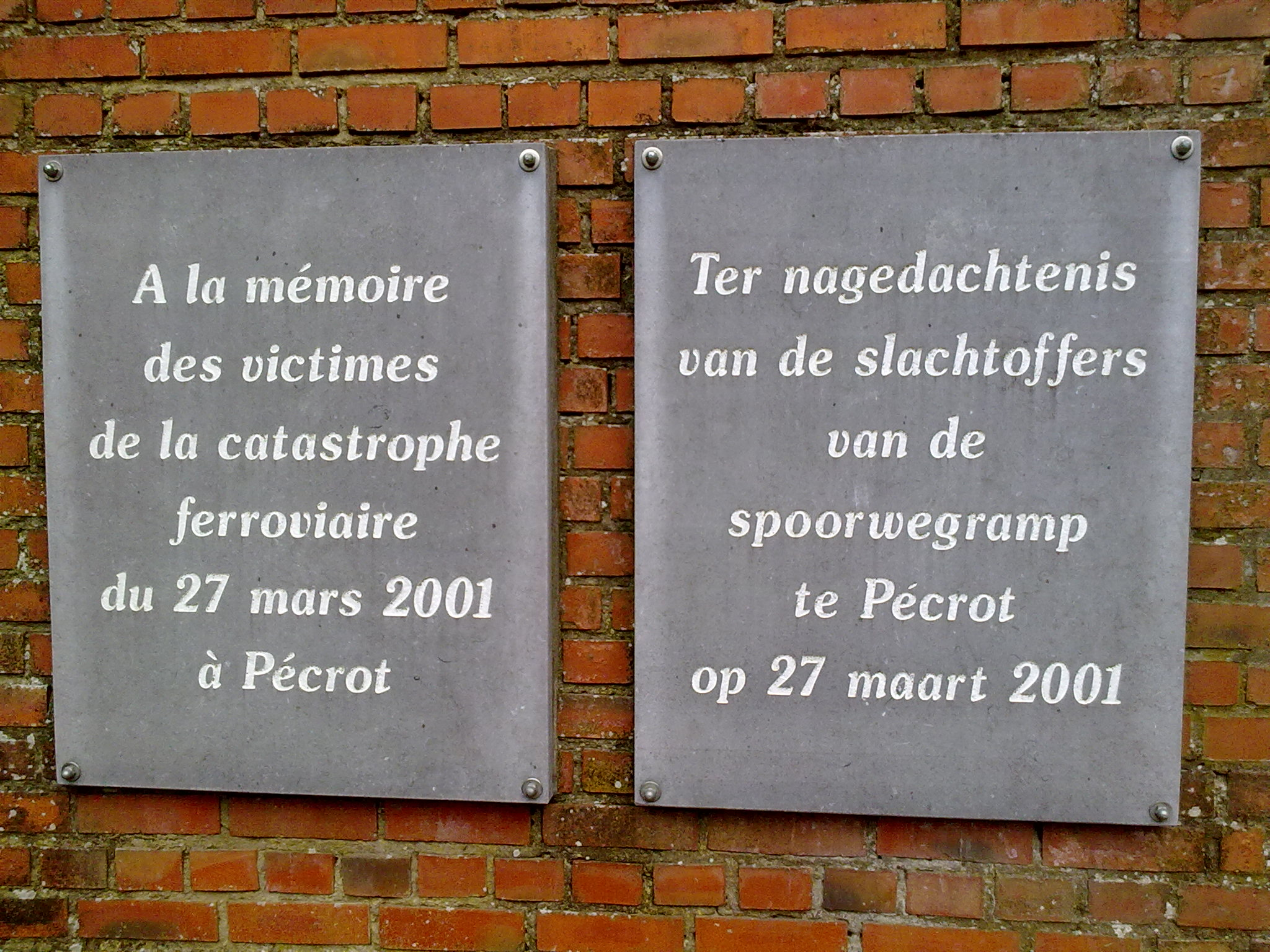
Plaques commémoratives sur le site de Pécrot.

- 22 mars 2001 : Braine-le-Comte (ligne 96), les trois derniers wagons d'un train de marchandises en direction de Mons sont dirigés vers l'autre voie où est arrêté un autre train de marchandises en direction de Clabecq. La locomotive (2121) et les deux premiers wagons déraillent. Le conducteur de ce train est légèrement blessé[8].
- 27 mars 2001 : accident ferroviaire de Pécrot (ligne 139), la collision frontale en gare de Pécrot (Commune de Grez-Doiceau, Brabant wallon) entre un train de voyageurs et une rame vide roulant à contre-sens fait huit morts et douze blessés. Selon le jugement, l'accident est dû à une série de dysfonctionnements, principalement des erreurs humaines et des procédures de coordination et de sécurité insuffisantes pour pouvoir traiter rapidement une situation critique.

### 2002
- 13 mars 2002: Gare de Marbehan, prise en écharpe de deux trains de marchandises. La locomotive 2361 est détruite[9].
- 23 juillet 2002: une rupture d'attelage a scindé en deux un train de Gand à Genk constitué de plusieurs automotrices. Le freinage automatique d'urgence provoqué l'arrêt de la tête du train, près de la gare de Lede, mais les voitures de queue l'ont rattrapé et percutée. Seize occupants ont été légèrement blessés[10].

### 2003
- 11 juillet 2003 : Eeklo (ligne 58), vers 8 h, un train de voyageur est entré en collision avec un camion à Lovendegem. Celui-ci a été projeté dans une maison à proximité. Les conducteurs des deux véhicules furent blessés, les 15 passagers seront indemnes malgré le déraillement d'un bogie de l'autorail[11].

### 2005
- Le 10 février 2005, une voiture est heurtée par un train alors qu'elle circulait sur un passage à niveau fermé à Diepenbeek. Les 5 occupants de la voiture décèdent[12].
- 22 février 2005 : Menin (Menen – ligne 69), dans la gare de Menin, la ligne passe de double à simple voie. Ce passage est protégé par une aiguille de déraillement qui évite qu'un train ne s'engage sur la section à simple voie si cette dernière est occupée. Un train transportant une centaine de personnes a déraillé ce matin là lorsque son conducteur a franchi le signal d'arrêt, et donc l'aiguille de déraillement. Vu la faible vitesse du convoi qui redémarrait, aucune victime ne fut à déplorer[13].

### 2006
- 17 janvier 2006 : Bruxelles-Schuman (ligne 161), la rame du train saisonnier « Treski », qui était garée en attente du départ en gare de Bruxelles-Luxembourg a dévalé la voie en forte pente vers Bruxelles-Schuman. Cette rame composée de voitures I10 avait été amenée par une locomotive de la série 23 et l'agent de manœuvre chargé du découplage n'avait pas purgé correctement la conduite de freins. Les signaleurs (qui ont détecté le problème à temps) ont envoyé le train fou vers l'une des voies en impasse afin de le stopper. La locomotive 2140, en tête, a défoncé le butoir et les poteaux de caténaire qui se trouvaient dans les alentours, et s'est retrouvée sur le quai de la voie vers Namur. Le quai était désert et on ne dénombra que deux blessés légers, mais le trafic de cet important goulot d'étranglement du réseau sera fort perturbé durant plusieurs jours[14].
- 15 septembre 2006 : Bruges (Lignes ligne 66 et ligne 50A), vers 12 h 10, une rame d’automotrices classiques assurant omnibus la liaison Bruges – Courtrai a pris en écharpe un train à vide composé de voitures M6 à deux niveaux dont l'une s'est couchée à la suite de l'impact. L'enquête a conclu que l'un des conducteurs n'a pas respecté un feu rouge. L'accident a fait quatre blessés[15].

### 2007
- 11 janvier 2007 : Cuesmes (Ligne 96), la navette de service assurant la desserte de l'atelier des wagons de Cuesmes (Mons) a déraillé dans les installations de l'atelier. Il s'agit d'un train assuré par du matériel en fin de vie (locomotive de manœuvre de la série 73 et voitures M2). Le conducteur est légèrement blessé. La locomotive s'est couchée et sera radiée[16].
- 25 mars 2007 : Bissegem (Courtrai – ligne 69), un train de la relation Courtrai – Poperinge est entré en collision avec un automobiliste sur un passage à niveau. Âgé de 62 ans et circulant seul dans son véhicule, ce dernier est décédé[17].
- 31 mars 2007 : Florenville (ligne 165), un train de marchandise du corridor fret Sibelit circulant dans le sens sud – nord est entré en collision avec une voiture au passage à niveau de la route de Pin, à Florenville. Âgée de 81 ans, la conductrice est décédée lors de son transfert à l'hôpital. Sa voiture avait été traînée par la locomotive sur près de 30 mètres[18].
- 27 avril 2007 : Izegem (ligne 66), un train de voyageurs composé de 6 voitures M4 poussées par une série 21 qui circulait sur la ligne Ostende – Courtrai a été percuté à l'arrière par une rame à vide composée des mêmes types de voitures et locomotives alors qu'il venait de quitter la gare d'Izegem et qu’une troisième rame de M4 se trouvait à quai sur la voie adjacente. Deux voitures et une locomotive ont été lourdement endommagés. L'accident serait dû à une mauvaise (re)configuration de la signalisation ferroviaire, consécutivement à des travaux d'infrastructure. La collision a fait au total 51 blessés, dont 3 grièvement touchés. D'importants dégâts ont été causés à l'infrastructure (caténaires, traverses et rails)[19],[20].
- 17 octobre 2007 : Antoing (Ligne 78), vers 13 h, une automotrice type AM96 assurant la liaison Liège – Tournai percute un bus resté sur le passage à niveau. On ne dénombre qu'un blessé léger, le conducteur du bus[21].
- 29 novembre 2007 : La Hulpe (Ligne 161), deux ouvriers ont été écrasés par un train[22] vers ♂. Des problèmes dans l'application du dispositif d'annonce des trains est un facteur déterminant dans l'accident [23].

### 2008
- 23 janvier 2008 : Rebecq (ligne 94), vers 23 h 40, une automobiliste a volontairement immobilisé son véhicule sur un passage à niveau de Bierghes (Rebecq). Elle a perdu la vie, mais le convoi qui l'a percuté s'est couché sur le ballast[24].
- 3 juillet 2008 à 6 h 48 Saint-Georges-sur-Meuse (Huy – ligne 125), collision frontale, à hauteur de l'ancienne gare d'Hermalle-sous-Huy (Saint-Georges-sur-Meuse), entre un train de voyageurs provenant de Namur et allant vers Liers et un train de marchandise provenant à destination de Flémalle qui attendait de manœuvrer vers le raccordement des carrières de pierre à chaux. Six blessés dont deux plus gravement[25]. Un défaut de fonctionnement du signal avertisseur a empêché le train de voyageurs de ralentir à temps ; celui-ci a dépassé le signal suivant (au rouge) et s'est retrouvé sur la voie occupé par le convoi de marchandises[26].
- 14 novembre 2008 : Diegem (ligne 36), collision à faible vitesse entre un convoi d'infrastructure d'Infrabel et un train de passagers du service régulier. Huit blessés légers[27].

### 2009
- 23 mai 2009 Dinant (ligne 166), un accident est survenu alors qu'un autorail (de la série 41) quittait la gare en direction de Houyet. Un voyageur arrivé tardivement a tenté de grimper par la porte — ouverte — du convoi qui s'ébranlait pendant que le contrôleur terminait les opérations de départ. Le voyageur et l'accompagnateur sont tombés sous le train. Ce dernier a dû être amputé des deux jambes alors que le voyageur a perdu quelques orteils. Fait navrant, un autre train partant dans la même direction était à l'horaire moins de 10 minutes après le convoi concerné. Cet accident soulève la question de la compatibilité de la procédure de départ de la SNCB avec la société d’aujourd’hui[28].
- 19 novembre 2009 Mons – (lignes 96 / 97), une automotrice AM96 assurant le dernier train Intercity de la journée déraille sur la courbe d'entrée de la gare de Mons, en provenance de Tournai (ligne 97). La voiture de tête se désolidarise des deux suivantes et se retrouve sur les voies de la ligne 96, couchée sur le flanc et sévèrement déformée. Les deux autres caisses s'arrêtent dans le talus au bas de la ligne 97. L'accompagnatrice de 26 ans est tuée sur le coup, alors que le conducteur est blessé sévèrement mais a pu être désincarcéré. Un passager est également blessé. Le train était peu fréquenté en cette fin de soirée[29]. L’accident est dû à une défaillance de la signalisation qui a conduit le conducteur, pourtant expérimenté, à aborder à 150km/h cette courbe limitée à 60km/h[30].

## Années 2010

### 2010
- 15 février 2010 Accident ferroviaire de Buizingen (ligne 96), deux trains de voyageurs sont entrés en collision, lundi 15 février 2010 vers 8 h 30, à Buizingen, à la sortie de la gare de Hal, sur la ligne Bruxelles-Mons-Quiévrain (en Flandre, au sud-ouest de Bruxelles). Le bilan fait état de 19 morts et 162 blessés. Parallèlement, trois wagons d'un train de marchandises ont déraillé le soir du même jour à la sortie de Clabecq, causant des problèmes de caténaire sur la ligne 96[31].
- 4 mars 2010 : à Glons (Ligne 24), peu avant 22h, une locomotive de la Deutsche Bahn circulant « haut le pied » (seule) télescope la queue du convoi qui la précédait sur cette ligne. Déraillement et dégâts sur plusieurs wagons de ce train dont des citernes non dégazées ayant contenu des produits chimiques. Le réservoir de la locomotive percutante est éventré et du diesel s'écoule dans la nature[32].
- 9 mars 2010 : entre Quévy et Mons (Ligne 96), peu avant 5h du matin, déraillement de la dernière voiture d'un train sur un trajet de pré-service (sans passagers). On ne dénombre aucune victime, pas même le conducteur[33].
- 14 mars 2010 : Saint-Trond (Ligne 21), vers 12h45, une automobile s'engage sur un passage à niveau fermé et se fait percuter. Les deux occupants sont tués sur le coup[34].
- 10 avril 2010 : Deinze (ligne 75), déraillement d'un train de marchandises. Deux wagons versent dans un talus, dont l'un contenant des résidus d'isobutylène. Le plan catastrophe communal est déclenché mais aucune fuite ne sera constatée. Aucune victime[35].
- 13 avril 2010 : Esneux (ligne 43), déraillement d'un train omnibus à la suite d'une collision avec une voiture immobilisée à un passage à niveau. Les quatre occupants ont pu s'extraire du véhicule avant l'impact[36].
- 15 juillet 2010 : Courcelles (ligne 124), une locomotive heurte un arbre couché en travers des voies. L'accident ne fait pas de blessés[37].
- 15 septembre 2010 : Arlon (ligne 162), collision de deux automotrices AM96 en gare d'Arlon vers 18h. Un train au départ ignore le signal fermé l'empêchant de se lancer vers Luxembourg et percute un convoi arrivant en sens inverse vers le quai voisin. 22 blessés legers[38].

### 2011
- 28 janvier 2011 : à Olne (Pepinster) (ligne 37), les deux dernières voitures d'un train IC Oostende - Bruxelles - Liège - Eupen déraillent et écharpent un train omnibus arrivant en sens inverse. En raison de travaux, les deux convois roulaient à vitesse réduite. On établira qu'un ouvrier de la voie a été amené à monter une aiguille droite au lieu de courbe à quelques kilomètres en amont de l'accident[39].
- 6 février 2011 : à Ronet (Namur) (Ligne 130), une locomotive diesel et un wagon déraillent durant des manœuvres dans l'avant-gare de triage de Ronet[40].

### 2012
- 4 mai 2012 Tintigny (tunnel de Lahage) – (ligne 165), un train de marchandise a télescopé le convoi qui le précédait après avoir utilisé la permissivité d'un feu au rouge (possibilité de poursuivre sa route en marche à vue afin de pouvoir s'arrêter face à un obstacle). Le premier convoi était immobilisé à la suite d'une perte d'adhérence, le second n'a pu s'arrêter et l'a embouti. Certains wagons citernes vides mais non dégazés ont répandu des vapeurs dans le tunnel, retardant l'intervention des secours[41].
- 11 mai 2012 Godinne – (ligne 154), un train de marchandises télescope à nouveau le convoi qui le précédait sur le corridor fret Sibelit (Anvers - Athus - France/Suisse). La collision a eu lieu à une vitesse supérieure à celle de la marche à vue, ce qui suggère un problème de signalisation ou une erreur humaine. Le site de l'accident se trouve dans une courbe à la visibilité très limitée et les conducteurs ont à peine eu le temps de se protéger pour l'un ou de sauter en marche pour l'autre. Ils sont tous deux blessés. Plusieurs wagons pour le transport de produits métalliques du trains tamponneur ont quitté les voies et se sont empilés, notamment dans le jardin de riverains. Le train tamponné comportait en queue une citerne contenant du disulfure de carbone qui malgré le choc (pris en sandwich entre la locomotive tamponneuse et un wagon chargé de poutrelles qui le précédait) n'a présenté aucune fuite. Un périmètre de sécurité de 500 mètres a toutefois été maintenu durant une semaine en raison du caractère hautement inflammable et explosif de ce produit, ce qui compliquait les travaux de découpe des débris avoisinant. Le choc ayant détruit le tube plongeur permettant de vidanger la citerne, près d'une semaine a été nécessaire pour dégager précautionneusement les débris entourant la citerne et finalement parvenir à la vider et l'évacuer, et autoriser finalement le retour des riverains[42]. La ligne reliant Namur à Dinant ne sera remise en service qu'à partir du 24 mai[43].

### 2013
- 4 mai 2013 Schellebelle – (ligne 50), à 2.00 h du matin, un train de marchandises de DB Schenker Rail Nederland déraille en prenant un aiguillage situé entre Schellebelle et Wetteren. Six wagons ont déraillé, deux se sont couchés et trois déversent leur contenu et prennent feu, tandis que deux autres explosent plus tard. Ces cinq wagons sont chargés d'acrylonitrile, une substance toxique dont les émanations et la dispersion dans les égouts, charriée par les eaux d'extinction[44], ont provoqué un mort et 17 intoxications parmi les riverains[45]. L'erreur est humaine, sans doute due à la fatigue[46], causée par une vitesse trop élevée par rapport à la signalisation en place. Le conducteur, circulant à contrevoie en raison de travaux, roulait à une vitesse de 87 km/h au lieu de 40 km/h au moment d'aborder l'aiguillage qui permettait de retourner sur la voie principale[46]. Selon la presse, le conducteur aurait tenté de freiner, ce qui a eu pour conséquence de ballotter les produits toxiques et de faire dérailler le train[44].
- 1er juillet 2013 Harchies (Bernissart) – (ligne 78), vers 21 heures, une automotrice AM96 effectuant la liaison InterCity D Tournai-Mons-Liège percute un camion resté sur un passage à niveau[47]. La vitesse modérée du train (100 km/h), ainsi qu'un freinage d'urgence réalisé suffisamment tôt, ont permis au train d'être à l'arrêt seulement 30 mètres au-delà du point d'impact, bien que cela ne l'ait pas empêché de dérailler[48]. On ne dénombre que quelques personnes légèrement blessées[48].
- 1er octobre 2013 Fourons (Rémersdael) – (ligne 24), vers 5.00 h, un train de marchandises exploité par Crossrail franchit un signal permissif mis au rouge. Conformément à la règlementation sur le franchissement de ce type de signal, il devrait poursuivre sa course en "marche à vue" afin de pouvoir s'arrêter devant un obstacle, ce qu'il n'arrive pas à faire au moment de rejoindre - à hauteur du viaduc de Rémersdael - un convoi à l'arrêt devant lui. Le train est composé de wagons porte autos chargés de Fiat 500 dont trois demi-wagons versent au bas du viaduc avec leur cargaison. La caténaire est sérieusement abimée, mais Infrabel parvient à redresser un poteau plié et de ce fait, à réactiver une voie en quelques jours[49].

### 2014
- 24 janvier 2014 Jemeppe-sur-Sambre – (ligne 130), un train de marchandises composé de 18 wagons-citernes et exploité par la SNCB Logistics a déraillé dans la gare de formation de Jemeppe-sur-Sambre situé sur la ligne 130 (Namur-Charleroi), à proximité de l'usine Solvay, d’où provenaient les wagons. Aucun de ceux-ci ne s'est couché, seulement trois d'entre eux sont sortis de leurs rails. Le convoi transportant du peroxyde d’hydrogène, qui est inflammable, a nécessité un périmètre de sécurité, dont l'une des voies destinées au trafic voyageurs, occasionnant quelques retards sur la ligne[50].

### 2016
- 5 juin 2016, Saint-Georges-sur-Meuse (ligne 125) : un train de voyageurs constitué de deux AM96 a rattrapé un train de marchandises composé de wagons trémie chargés de pierre à chaux faisant trois morts et 10 blessés hospitalisés parmi les occupants du train de voyageurs[51],[52].

### 2017
- 18 février 2017 13 h 13, Louvain : le train Intercity 3636 (constitué de l’automotrice 326 à 3 caisses) transportant 84 passagers déraille peu après avoir quitté la gare de Louvain (à 1,5 km de la gare) ; la motrice de tête a fait un tête-à-queue puis s'est couchée sur le flanc droit sur le côté gauche de la voie ; l'accident a fait un mort (un passager du train) et trois blessés graves[53],[54],[55]. Le train a abordé à plus de 90 km/h une série d'aiguillages qui ne pouvaient pas être franchis à plus de 40 km/h. Le conducteur a mal interprété les signaux et panneaux, ce qui l'a conduit à accélérer prématurément, sans remarquer la limitation de vitesse du signal suivant, et a été induit en erreur par la disposition des voies et des panneaux, complexe et contre-intuitive, entre Louvain et Wilsele ; par ailleurs, le système de sécurité TBL1++, d'application lors de l'accident, n'était pas conçu pour intervenir face aux signaux rencontrés[56].

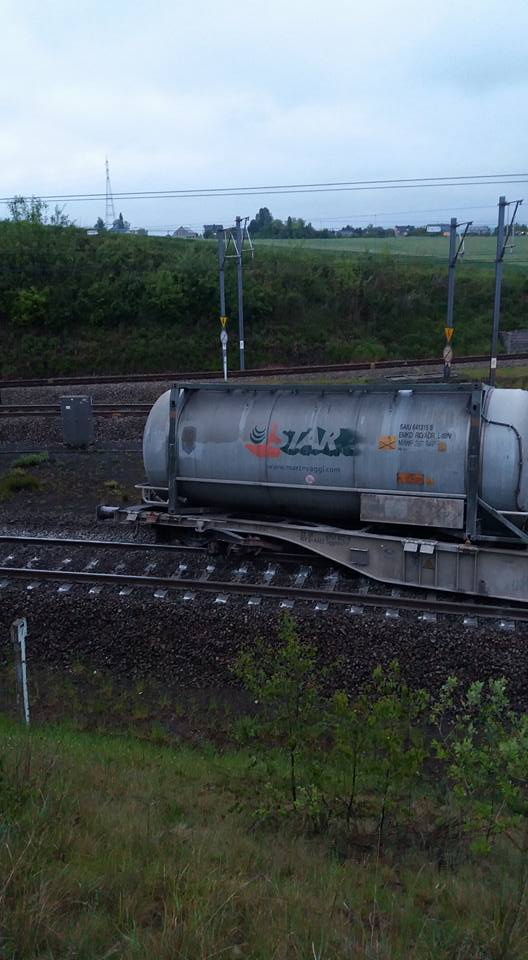
Déraillement des derniers wagons d'un train de marchandises sur la ligne 165, à hauteur du Terminal conteneurs d'Athus.

- Le 19 mai 2017 vers 4heures du matin, les deux derniers wagons d'un train de marchandises déraillent entre Virton et Athus sur la ligne Athus-Meuse (ligne 165), arrachant les voies sur plusieurs dizaines de kilomètres. Le convoi était parti du port de Gand et allait en direction de l'Italie, il s'arrêta à la frontière française à hauteur du terminal conteneurs[57]. Il n'y eut aucun blessé mais la ligne fut coupée plusieurs jours et les travaux de réparation durèrent des mois.
- Le 6 juillet 2017, une rame Désiro circulant sur la ligne 165 entre Athus et Arlon percute une voiture sur le passage à niveau de Turpange, provoquant le décès de l'unique occupante[58].
- 27 novembre 2017 à 7 heures 26, un train reliant Namur à Lille-Flandres percute une voiture tombée en panne au passage à niveau proche du parc de Mariemont sur la ligne 112 traînant la voiture sur plusieurs mètres. La voiture prend feu, et incinère le poste de conduite de l'automotrice 449. Plus tard, vers 20.00 h, alors que la rame composée de deux AM96 (449 et 442) est remorquée pour dégager la voie (elle devait être garée à Piéton puis, éventuellement, envoyée à Charleroi), l'automotrice de queue, endommagée, se détache du convoi peu avant la gare de Piéton sur une section en forte pente, redescend à vive allure vers La Louvière, entraînée par son propre poids. À Morlanwelz (à l'endroit même de l'accident du matin), l'automotrice heurte plusieurs ouvriers Infrabel, en tue deux et blesse deux autres. Elle passe à toute vitesse la gare de La Louvière-Sud et percute un train (AM96 483[59]) reliant la gare de Lille-Flandres à la gare de Namur, à la gare de Bracquegnies, blessant grièvement le conducteur et l'accompagnateur, et plus légèrement quelques passagers[60]. L'enquête conclut que les tentatives infructueuses pour détacher les deux automotrices, immobilisées par l'accident à Morlanwelz, ont créé une situation dangereuse : à cause des dégâts du premier accident, il était impossible de disposer de l'alimentation électrique à bord des deux automotrices, ce qui a conduit l'équipe de secours à tenter, sans succès, un dételage manuel (procédure compliquée et mal connue sur les AM96) afin de dégager l'automotrice intacte. Face à l'impossibilité de séparer sur place les deux automotrices, il fut décidé de les remorquer ensemble, après avoir dû isoler les freins de l'automotrice 449. En réalité, à l'issue de l'essai de dételage manuel, réalisé dans les mauvaises conditions, les attelages de ces deux automotrices s'étaient retrouvés dans une position intermédiaire, indétectable sur place malgré plusieurs essais. À cause de la position instable de l'attelage, l'automotrice s'est détachée subitement, sans déclencher de freinage d'urgence, et n'a été détectée que quelques secondes avant de heurter les ouvriers d'Infrabel. Les tentatives pour arrêter la dérive de l'automotrice 449 et empêcher la collision avec le train de voyageurs ont été infructueuses. En outre, le remorquage d'une rame isolée en queue de train sur une forte pente était contraire aux procédures de sécurité[61].

### 2018
- 6 juin 2018, un train roulant à vide constitué d'automotrices AM08 Desiro (08158 et 08124[62]) déraille à la hauteur de Neufvilles en abordant un aiguillage à une vitesse excessive (128 km/h alors que la vitesse autorisée est de 40 km/h)[63]. Plusieurs voitures s'éparpillent sur les voies et dans une prairie avoisinante, détruisant à l'occasion des poteaux de caténaire. La conductrice, seule occupante, a été blessée durant l'accident[64]. Malgré les dommages important, les deux automotrices ont été réparées.
- jeudi 7 juin 2018, à la gare de Ciney, une dame âgée de 46 ans perd la vie, happée par le train P 7613 circulant sur la ligne 162 reliant Bruxelles-Midi à Luxembourg.

### 2019
- 11 juillet 2019, à la gare de Liège-Guillemins, le train P 7400 Liège-Guillemins - Bruxelles-midi, tombé en panne en gare de Waremme, est remorqué vers Liège-Guillemins et déraille dans le faisceaux d'entrée de la gare du côté du plan incliné de Ans vers 9h48. Le trafic a été interrompu pendant une partie de la journée et un service alternatif a été mis en place pendant une semaine[65],[66].

## Années 2020

### 2021
- Le 18 janvier 2021, vers 21 h 35, un train percute une voiture sur un passage à niveau de la ligne 94 entre Bruxelles et Tournai à Hérinnes-lez-Enghien (province du Brabant flamand), provoquant la mort des 3 personnes à l'intérieur du véhicule[67].
- Le 15 juillet 2021, une rame Désiro déraille sur la ligne 162 à Forrières peu avant la gare de Rochefort-Jemelle après avoir percuté un objet sur les voies, déformées à la suite des inondations de juillet 2021 en Belgique[68]. Le train assurait la liaison entre Arlon et Jemelle. Il n'y eut aucun blessé mais il fallut plusieurs jours pour redresser le train et remettre les voies en état.

### 2022
- Le 20 décembre 2022 : Ardooie-Koolskamp (Ligne 73), vers 15h45, un camion tombe en panne sur le passage à niveau à proximité de l'ancienne gare de Kortekeer. Malgré les efforts de plusieurs personnes pour redémarrer le véhicule, les secours permettant d'interrompre la circulation des trains n'ont pas été notifiés pendant ce délai[69]. Il est percuté par un train IC vers La Panne composé de deux automotrices AM80 (390 + 333).[réf. souhaitée] Les deux voitures de tête ont déraillé, occasionnant des dégâts à l'infrastructure et blessant légèrement cinq occupants du train[70].

### 2023
- Le 14 novembre 2023 : Ardooie (Ligne 73), près du pont de l'autoroute A17, le conducteur d'un camion transportant des avaloirs d'égout en fonte traverse le passage à niveau alors que la signalisation lui interdit. Il est percuté par un train IC vers La Panne composé de deux automotrices AM80 (355 et 344[71]). La voiture de tête (355.3) est sévèrement endommagée. Le conducteur du camion est grièvement blessé et cinq passagers sont légèrement blessés[72].